# Bago (Tulungagung)
Bago is een bestuurslaag in het regentschap Tulungagung van de provincie Oost-Java, Indonesië. Bago telt 9414 inwoners (volkstelling 2010).